# Giro del Piemonte 1938
Il Giro del Piemonte 1938, ventinovesima edizione della corsa, si svolse il 19 giugno 1938 su un percorso di 224,4 km con partenza e arrivo a Torino. Fu vinto dall'italiano Pietro Rimoldi, che completò il percorso in 6h13'50", precedendo i connazionali Severino Canavesi (battuto in volata a due) e Aldo Bini. Dei 112 partenti, 22 portarono a termine la competizione.

## Percorso
Organizzata dalla Gazzetta del Popolo e dalla S.C. Vigor, la prova si svolse su un tracciato di 224,4 km considerato dai tecnici «non eccessivamente duro». Ritrovo presso la sede del quotidiano organizzatore, e "chilometro zero" al Lingotto; da lì il gruppo, transitando per Moncalieri, Poirino e Villanova d'Asti (km 27,3), giunse ad Asti, volgendo quindi verso il Monferrato, dove si ebbero le prime asperità altimetriche. Si attraversarono Costigliole d'Asti (salita), Nizza Monferrato e Mombaruzzo (salita) per giungere ad Alessandria (km 124); da qui il rientro verso Asti prima (km 161), transitando da Castello di Annone (salita), e verso Torino poi, con il passaggio da Castelnuovo Don Bosco, Moriondo e sulla salita della Rezza prima della discesa e del consueto traguardo al Motovelodromo di Corso Casale.

## Ordine d'arrivo (Top 10)
| Pos. | Corridore         | Squadra         | Tempo    |
| ---- | ----------------- | --------------- | -------- |
| 1    | Pietro Rimoldi    | Ganna           | 6h13'50" |
| 2    | Severino Canavesi | Gloria          | a 1"     |
| 3    | Aldo Bini         | Bianchi         | a 35"    |
| 4    | Gino Bartali      | Legnano         | s.t.     |
| 5    | Attilio Masarati  | Lygie           | s.t.     |
| 6    | Giorgio Tamborini | Wolsit          | s.t.     |
| 7    | Giovanni Bisio    | Wolsit          | a 1'10"  |
| 8    | Settimio Simonini | U.S. Canelli    | a 1'57"  |
| 9    | Carlo Moretti     | Voce di Mantova | a 2'55"  |
| 10   | Glauco Servadei   | Ganna           | s.t.     |